# Eugène Auger
Pour les articles homonymes, voir Auger.
Eugène Auger est un peintre, illustrateur et graveur français né à Reims le 21 juin 1847 et mort à Saint-Maurice le 28 janvier 1922.

## Biographie
Fils d'un lampiste-ferblantier, Eugène Auger fait ses études à Reims. Il suit aussi un apprentissage à Paris pour les réparations sur le système d'horlogerie Carcel. Il épouse Marie Amélie Corbely. Il reprend l'échoppe familiale jusqu'en 1881 pour ensuite se retirer à Trigny, il peut alors se tourner exclusivement vers sa passion du dessin qu'il travaillait depuis son plus jeune âge. Il collabore avec de nombreuses éditions rémoises : Matot-Braine, le Répertoire archéologique de la ville de Reims, l'Académie de Reims… Ses toiles les plus connues lui sont commandées par Hugues Krafft pour le musée Le Vergeur. Il a également illustré les livres de Victor Diancourt.

Œuvres d'Eugène Auger
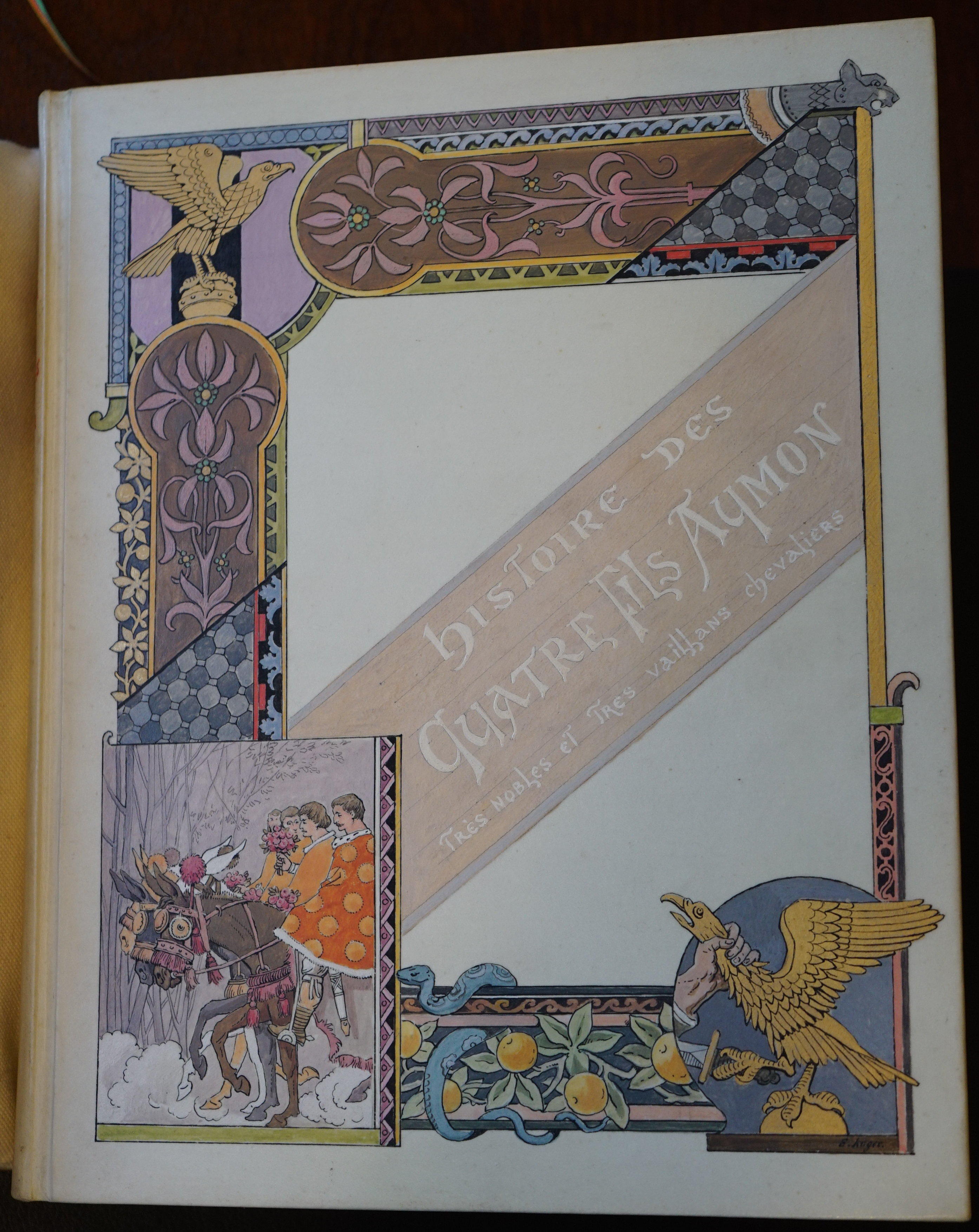
Couverture pour l’Histoire des quatre fils Aymon (1883).
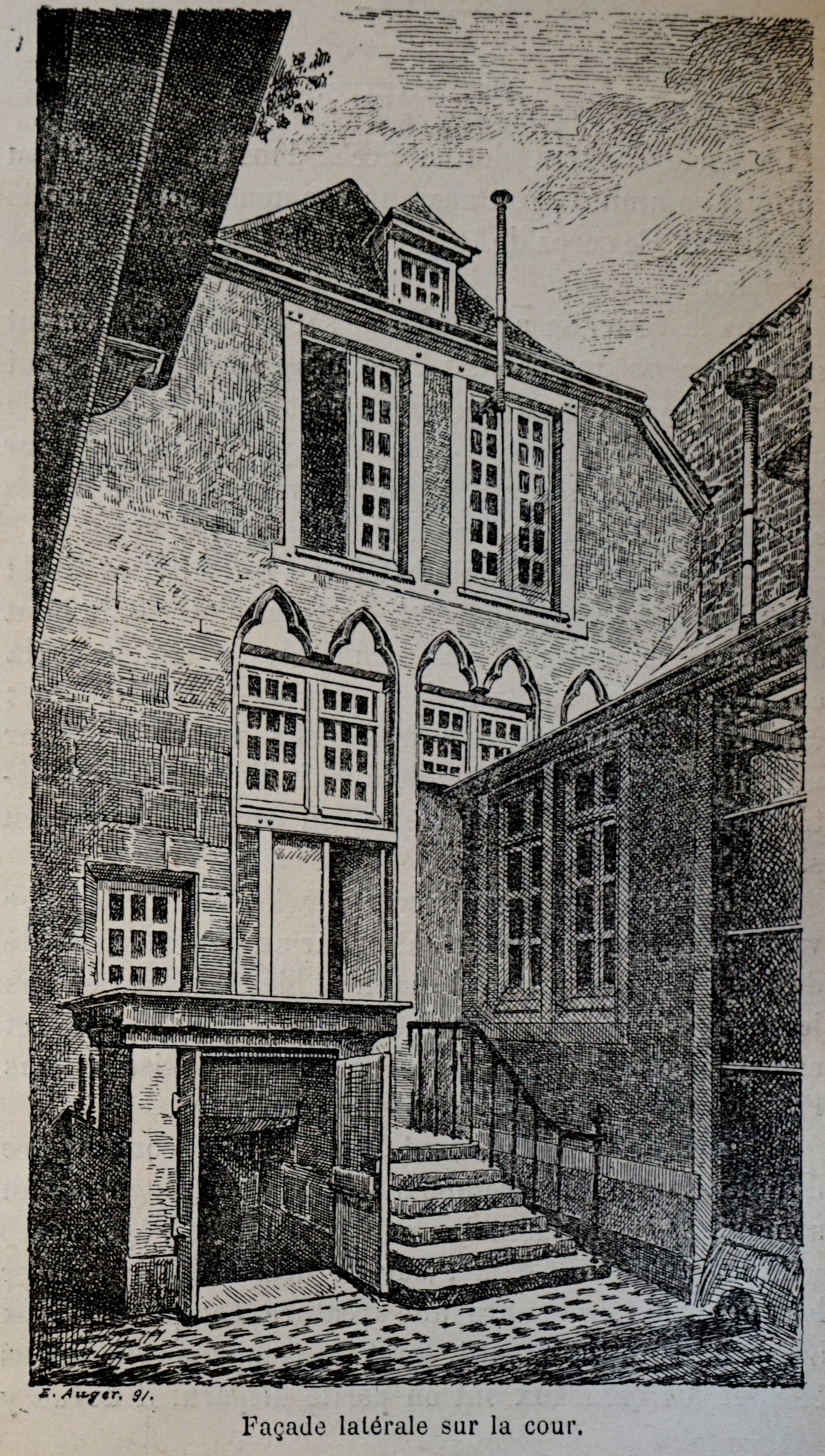
La Maison natale de Colbert rue Cérès (1891).
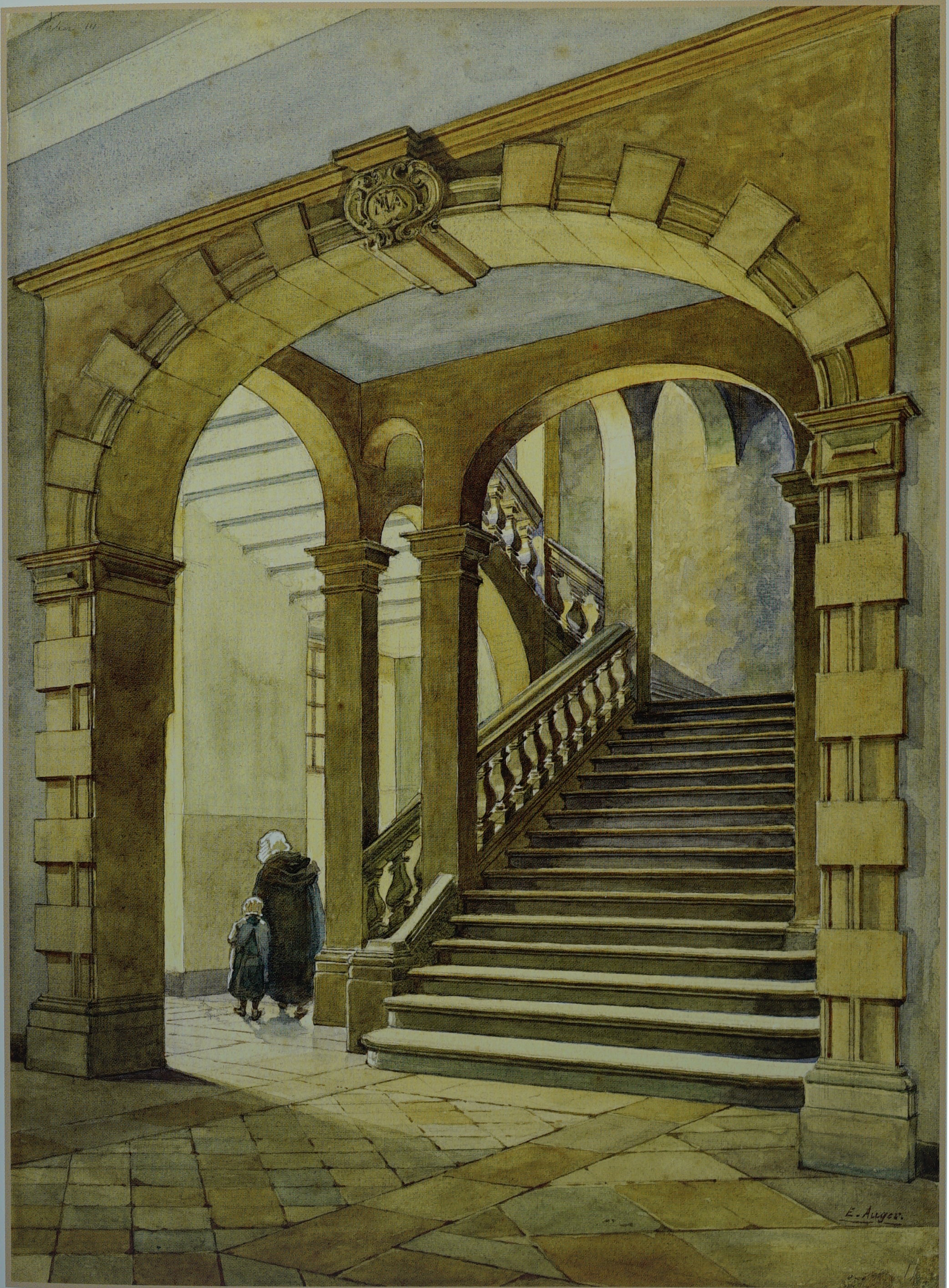
Les Hospices Museux (1909), Reims, Musée-hôtel Le Vergeur.
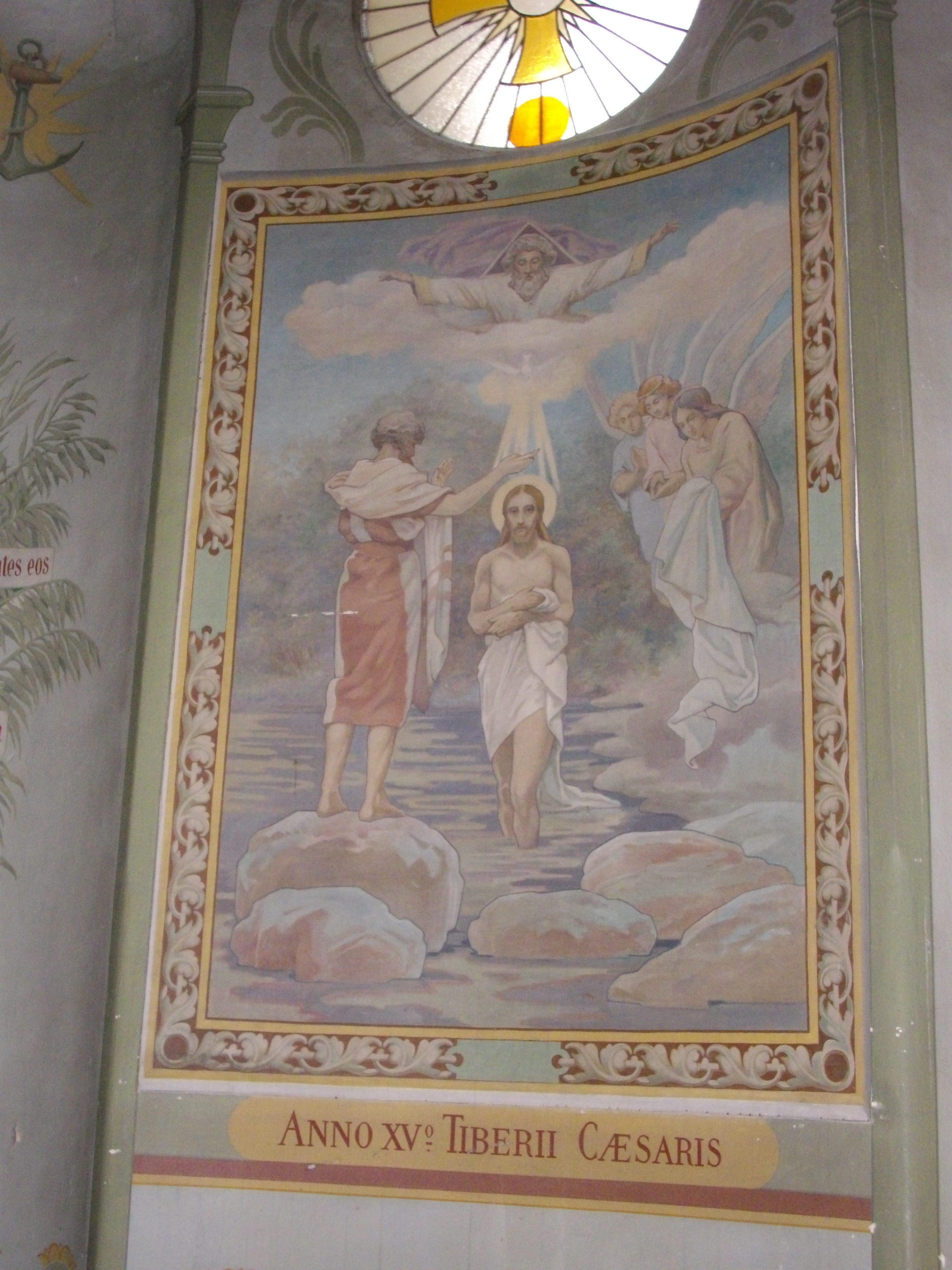
Chemin de croix, baptistère de la basilique Sainte-Clotilde de Reims.
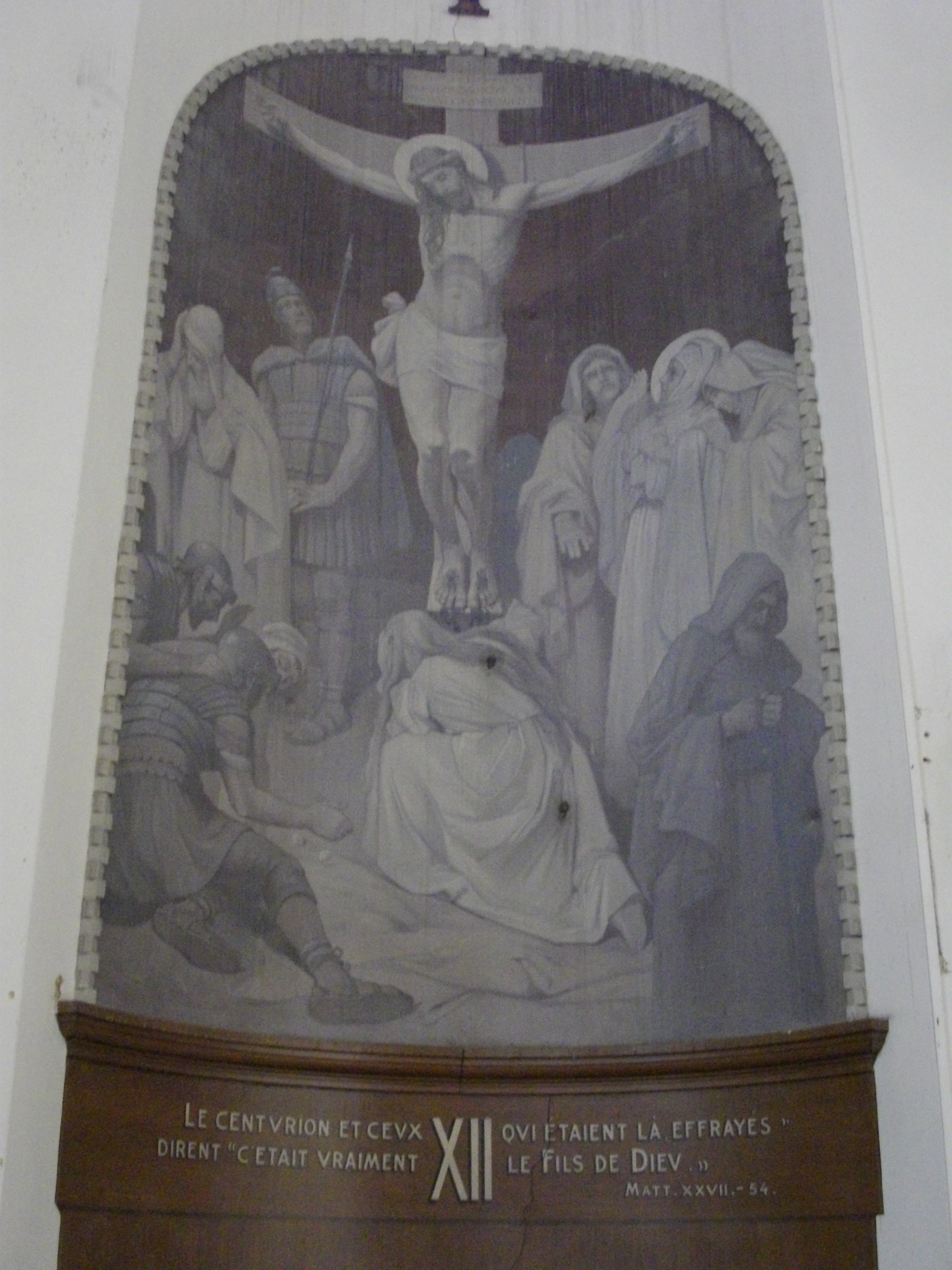
Chemin de croix, baptistère de la basilique Sainte-Clotilde de Reims.